# Ancylocera amplicornis
Ancylocera amplicornis là một loài bọ cánh cứng trong họ Cerambycidae.